# On a Little Street in Singapore
On a Little Street in Singapore ist ein von Peter DeRose und Billy Hill geschriebener Popsong, der 1938 veröffentlicht wurde. Das Lied erlangte in den späten 1930er Jahren zunächst durch Interpretationen von Glenn Miller, Paul Whiteman und Harry James Popularität. Bekannte Aufnahmen stammen von Frank Sinatra, Dave Brubeck und Paul Desmond, Bert Kaempfert und Jimmy Dorsey. Es handelt sich um ein einfaches Liebeslied in Moll.
Manhattan Transfer coverte das Lied im Jahr 1978. Der Autor James McCarraher schrieb über ihre Aufnahme:

“On a Little Street in Singapore was not their biggest UK hit, that honour goes to Chanson d’Amour, but it is without doubt one of their most likeable and accesible recordings […].”

„On a Little Street in Singapore war nicht ihr größter Hit in Großbritannien, diese Ehre geht an Chanson d’Amour, aber es ist ohne Zweifel einer ihrer sympathischsten und zugänglichsten Aufnahmen […].“

Tom Lord listet insgesamt 29 Coverversionen des Songs, u. a. auch von Bob Zurke, Gene Krupa, John Kirby, Mel Tormé, Alvino Rey, Harold Land, Wild Bill Davis, Max Kaminsky, in späteren Jahren noch von Keith Ingham.